# Nikouem
Nikouem est une commune rurale située dans le département de Guiaro de la province du Nahouri dans la région du Centre-Sud au Burkina Faso.

## Géographie
Nikouem est situé à 10 km au Nord de Guiaro.

## Santé et éducation
Le centre de soins le plus proche de Nikouem est le centre de santé et de promotion sociale (CSPS) de Guiaro.